# Hasbeszélés
A hasbeszélés (fonetikai szakkifejezéssel: ventriloquia) igen ősi foglalkozás és megtévesztő mutatvány, amelynek eredete valószínűleg több ezer évre nyúlik vissza. Feltételezések szerint eredetileg nem a szórakoztatás, hanem a befolyásolás eszköze volt, amennyiben a hasbeszélő azt állította, hogy az égiekkel folytat párbeszédet a jövendőmondás érdekében.[forrás?]

## A szórakoztatóipar ismertebb hasbeszélői
- Jeff Dunham
- Terry Fator
- Dan Horn
- Paul Zerdin

## Hasbeszélőkről szóló filmek
- Az éjszaka halottja (Dead of Night, 1945)
- A mágus (Magic, 1978)
- Halálos hallgatás (Dead Silence, 2007)

## Hasbeszélő című színdarabok
- Szép Ernő: A hasbeszélő - egy felvonás szövege (Nyugat, 1912. 6. szám)
- Cholnoky Viktor: A hasbeszélő (Nyugat, 1909. 24. szám)